# Atletismo nos Jogos Pan-Americanos de 1999 - Salto com vara feminino
A prova do salto com vara feminino nos Jogos Pan-Americanos de 1999 foi realizada em 25 de julho de 1999. Foi a primeira vez em que a prova foi realizada nos jogos.

## Medalhistas
| Ouro                           | Prata                            | Bronze                       |
| Alejandra García ARG Argentina | Kellie Suttle USA Estados Unidos | Déborah Gyurcsek URU Uruguai |

### Final
| Posição           | Nome             | Nacionalidade      | Marca | Notas |
| ----------------- | ---------------- | ------------------ | ----- | ----- |
| Medalha de ouro   | Alejandra García | ARG Argentina      | 4.30  | PR    |
| Medalha de prata  | Kellie Suttle    | USA Estados Unidos | 4.25  |       |
| Medalha de bronze | Déborah Gyurcsek | URU Uruguai        | 4.15  |       |
| 4                 | Kimberly Becker  | USA Estados Unidos | 3.90  |       |
| 5                 | Rebecca Chambers | CAN Canadá         | 3.90  |       |
| 6                 | Trista Bernier   | CAN Canadá         | 3.70  |       |
| 7                 | Lorena Espinoza  | MEX México         | 3.60  |       |
| 8                 | Alejandra Meza   | MEX México         | 3.60  |       |
| 9                 | Fabiana Murer    | BRA Brasil         | 3.50  |       |